# The Legend of Zelda: Majora’s Mask
The Legend of Zelda: Majora’s Mask (яп. ゼルダの伝説 ムジュラの仮面 Дзэруда но Дэнсэцу Мудзюра но Камэн, Легенда о Зельде: Маска Мудзюры) — компьютерная игра в жанре action adventure, разработанная и изданная компанией Nintendo в 2000 году для игровой приставки Nintendo 64 как шестая часть популярной серии The Legend of Zelda. Вторая трёхмерная игра серии.
Игра была разработана командой Nintendo Entertainment Analysis and Development под руководством продюсеров Эйдзи Аонумы и Ёсиаки Коидзуми. Основатель серии Сигэру Миямото на этот раз занял роль технического продюсера, особо не влияя на разработку игры. Сценарий для игры написали Мицухиро Такано, Эйдзи Аонума и Ёсиаки Коидзуми, а саундтрек — ветеран-разработчик серии Кодзи Кондо.
Действие игры разворачивается через несколько месяцев после финала предыдущей игры серии Ocarina of Time. Игрок управляет главным героем по имени Линк, который попадает в Термину, параллельный Хайрулу мир, и вынужден предотвратить падение луны на мир, которое должно состояться через три дня после его прибытия. Игрок застревает в петле времени: сюжет постоянно повторяет эти три дня, в ходе которых Линк примеряет на себя разные маски, с помощью способностей которых пытается предотвратить катастрофу. Игроку вновь доступна волшебная окарина, на которой с помощью контроллера он разучивает мелодии, позволяющие ему манипулировать временем, открывать скрытые проходы и осуществлять другие манипулирования окружающим героя миром.
Игра получила всеобщее признание критиков, многие из которых поставили игре наивысший или близкий к нему балл. Рецензенты высоко оценили игровой процесс, графику, звук, игровой саундтрек и сюжетную составляющую. Majora’s Mask неоднократно получила место на вершине или в первой десятке величайших игр в истории индустрии. Игра также получила две премии D.I.C.E. По аналогии с предшественником, Majora’s Mask заслужила культовый статус. В 2003 году игра была портирована на Nintendo GameCube и в дальнейшем представлена на Wii, Wii U и Nintendo Switch. В 2015 году вышел ремейк игры The Legend of Zelda: Majora’s Mask 3D.

## Игровой процесс
The Legend of Zelda: Majora’s Mask — это фэнтезийная приключенческая игра. Игрок в режиме от третьего лица управляет главным игровым персонажем серии по имени Линк (англ. Link), который перемещается в трёхмерном мире и исследует подземелья, решает головоломки и сражается с многочисленными противниками. Используя аналоговый джойстик, игрок может заставлять Линка ходить, бегать, прыгать и выполнять другие контекстно-зависимые действия, введённые в игровую индустрию в прошлой части серии и вновь названные Z-tergeting. Используя меч, Линк в состоянии блокировать/парировать атаки врага и наносить размашистые удары, используя различные приёмы. Также игроку доступно метательное оружие и магические способности. Используя Окарину времени и наиграв Песню времени (англ. The Song of Time), игрок поворачивает время вспять и возвращается во время, равное шести часам утра первого дня своего нахождения в мире. Не наиграв мелодию и не выполнив необходимые задания до окончания третьего дня (54 минуты реального времени), игрок столкнётся с проигрышем и концом игры. Для завершения игры придётся пройти четыре искусно сделанных подземелья, до которых крайне сложно добраться, и решить множество головоломок, которые завязаны на использовании трёхмерно пространства: для их преодоления нужно изучить архитектуру зданий и владеть пространственным мышлением. Majora’s Mask предполагает, что игрок знаком с серией Zelda в целом и с Ocarina of Time в частности, полностью игнорируя обучение.
В ходе трёх игровых дней неигровые персонажи следуют одному и тому же распорядку. Большинство уже выполненных заданий, побеждённых врагов и пройденных головоломок будет сброшено. Предполагается, что с каждым новым прохождением игрок будет уже знать всё больше и больше решений головоломок, на которые сначала может потратить много времени, а затем сможет решить их за считанные минуты, и детали поведения своих врагов, что позволит одолеть их быстрее и пройти по игровому пути дальше, пока наконец не удастся за отведённое время пройти игру 
от начала и до конца. Сыграв несколько мелодий, игрок в состоянии замедлить течение времени или отбросить его немного назад. Другая песня позволяет Линку телепортироваться по локациям между уже открытыми статуями. Используя особый пункт в меню «Bombers’ Notebook», игрок в состоянии отследить перемещение известных ему неигровых персонажей по миру, которым нужно помочь решить их проблемы одну за другой в каждом новом цикле, получая новые подсказки по предотвращению катастрофы и новые маски.
На протяжении игры Линк получает в своё распоряжение 24 новые маски, которые, в отличие от предыдущей игры серии Ocarina of Time, где они занимали побочную роль, меняют игровой процесс и играют ключевую роль в нём. Маски связаны с чувствами и воспоминаниями персонажа, от которого они были получены, напоминая о временах, когда персонаж решил проблемы персонажей даже при новых реинкарнациях. Одни маски позволяют Линку превратиться других персонажей, например, Линка Деку, Линка Зору и Линка Горона. Каждая из интерпретаций обладает своими сверхспособностями, не доступными другим интерпретациям и не использовавшему маски Линку. Неигровые персонажи также по разному реагируют на то, подойдёт ли к ним сам Линк или какая-то из новых интерпретаций, что позволяет по-другому решать головоломки и некоторые из них напрямую завязаны на этом элементе игрового процесса. Другие маски не трансформируют Линка, но дают ему новые способности и преимущества перед персонажем без маски, делая его более быстрым, невидимым или наоборот способным обнаруживать секретных персонажей или проходы. Другие маски дают возможность активировать или наоборот, пройти побочное задание. Большая часть персонажей игнорирует Линка и не просит его о помощи — главный герой сам понимает суть их проблем и предпринимает шаги в попытке их решения, поскольку хочет исцелить мир и избавить его от проклятия. Взаимодействие с большинством NPC опционально и никак не влияет на прохождению сюжетной кампании, однако сулит игроку несколько новых бонусов. Также иногда, не оказывая помощь, игрок может увидеть последствия своего бездействия, которые могут быть так ужасны, что при новом возрождении заставят его помочь жителям избежать проблем. При этом, в отличие от предыдущей игры, Линк не становится взрослым, на чём был завязан геймплей Ocarina of Time.

## Сюжет

### Сеттинг
Боль и утрату можно встретить везде, куда бы вы не пошли в Термине
Действие игры происходит в мире Термина, альтернативной реальности по отношению к Хайрулу, где происходят события большинства игр серии. Сам Хайрул был создан тремя богинями, Дин, Найру и Фароре. Однако создание не обошлось без побочных эффектов, ибо прогнавшее Пустоту святое дыхание трёх богинь было настолько мощным, что помимо Хайрула было создано бесчисленное количество параллельных миров, одним из которых и стала Термина. Похожая на Хайрул внешне, она выглядит совершенно иначе — мир игры существенно мрачнее своего предшественника и полностью пронизан безысходностью, отчаянием и страданиями. В начале игры Линк — абсолютно беспомощный одинокий ребёнок, которого ограбил чертёнок по пути сюда и который потерял близкого друга. Южное болото Деку токсично, а его принцесса пропала. Гороны замерзают насмерть. Грэт-бэй находится под угрозой полного вымирания из-за изменений климата и пиратов. Каньон Икана проклят нежитью. Эта крайняя темнота сюжета сильно выделяет Majora’s Mask на фоне других игр серии. Хотя Термина и заимствует модели из Ocarina of Time, она «показывает их в новом свете», и все объекты окружения играют новыми красками. Благодаря маскам, Линк может трансформироваться в три разных формы помимо своего стандартного детского обличия: Деку, небольшое похожее на растение создание, которое было противником Линка в предыдущей игре, Горона, представителя расы каменных существ, и Зору, представителя водяной расы, благодаря чему последний может сколь угодно долгое время плавать под водой, а Горон — сворачиваться в шарик и кататься. Деку же в состоянии летать. По словам разработчиков, обстановка в игре была намеренно сделана прямо противоположной той, что была в Ocarina of Time, например города Термины более напоминают о Юго-Восточной Азии, а не о Средневековой Европе, как в предыдущей игре серии, а цветовая гамма выбиралась прямо противоположная Ocarina of Time.
Основное место действия игры — Клок-таун, «Город часов», находящийся в центре мира Термина. Над городом висит луна, которая должна упасть на него через 72 часа, а сейчас «смотрит на горожан сверху вниз». Жители же игнорируют луну и пытаются жить обычной жизнью, таким образом находясь в первой из пяти стадии принятия горя: отрицании. Город живёт в условиях карантина и изолирован от остальной части мира. Его жители готовятся к Фестивалю луны в честь умерших. Люди, живущие в городе, не могут воспринять уже произошедшую с ними трагедию, не в силах проснуться и осознать новость о потере любимого человека. Так в мэрии главный герой встречает руководителей города, которые велят жителям готовиться к Карнавалу времени, совершенно игнорируя факт того, что к моменту его начала луна уже должна упасть. Впрочем, отрицанию подвержены не все жители: некоторые пытаются просыпаться от синдрома бесконечной ночи и оказать сопротивление неизбежному, что символизирует переход сразу на последнюю пятую фазу, фазу принятия. Синдром отрицания действует не только на жителей, но и на тех, кто его посещает: так по мере продвижения по сюжету сам Линк всё больше погружается в бред отрицания действительности, в частности отрицая факт потери феи Нави, из-за которого он и прибыл в Термину. Главным символом этого отрицания является пугало, чей повторяющийся танец ускоряет время и приближает падение Луны и которое является метафорой необходимости постоянного движения Линка.
Главным центром принятия утраты в игре является дом Деку в Южном болоте. Король Деку, потерявший свою дочь — принцессу этих земель — находится во второй стадии принятия — гневе, используя его в попытке победить своё отчаяние, вымещая всю злость из-за потери дочери на обезьяне, её верном друге. Этот гнев опасен, поскольку он изолирует короля от друга дочери и единственного, с помощью которого могло бы прийти исцеление утраты, поскольку он мог бы указать королю, где искать его дочь. Однако последний винит животное во всех бедах и не в состоянии слушать кого-либо. В конечном счёте Линк может решить его проблему лишь вызволив обезьяну и найдя дочь короля — классическая история «девы в беде», аналогичная спасению принцессы Зельды из лап Ганондорфа из предыдущей части игры. При этом при повороте времени вспять, необходимом, для достижения финала игры, все успехи Линка отменяются, пробуждая то же чувство гнева и у него самого, и у игрока: в новой части его роль спасителя прекрасной принцессы из Ocarina of Time, в связи с чем он не может помочь всем жителям и одновременно спасти Термину, что является самым разрушительным для героя.
Вы трусы! Вы действительно верите, что луна может упасть? Растерянные горожане просто вызвали панику, когда поверили в эту абсурдную и беспочвенную теорию.
Стадию торга из модели Кюблер-Росс иллюстрирует история самой торговли Линка с Дармани, вождём племени Горон. Его деревня покрылась льдом и снегом, угрожая жизни каждого живущего у подножия горы. При первой встрече с Линком Дармани принимает его за бога, прося исцелить его. Из-за невозможности этого сделать, он начинает торговаться с Линком в попытке исцелить его печали, что является олицетворением обращения к высшему существу и попытке предоставить ему что-то в обмен на исцеление души. Дармани уже не пытается стать таким как он был, он лишь пытается в ходже торга дойти до последней стадии — принятия горя, что является обязательным для окончательного исцеления.
Иллюстрацией депрессии является Большой залив — место «встречи океана с Терминой». Используя маску Зоры, Линк исследует залив в попытке найти природу печали: как жителей Термины, так и своей собственной и преодолеть изоляцию от семьи, Зельды и Хайрула. В этом месте депрессия является основным фактором, хотя ей посвящены многие другие места по всей игре.
Центром последней стадии — принятия — является долина Икана, в которой обитают потерянные во времени и пространстве духи давно умершего одноимённого племени. И хотя с принятием Линк и жители Термины так или иначе сталкиваются повсюду, эта долина является его центральной точкой. Количество битв для успокоения духов тут превышает количество битв в любом другом месте Термины в два раза. Этот регион также является единственным в игре, где Линк не получит маску, хотя получит способность оживлять духов в виде обычных «телесных существ». Принятие обретает форму через найденный здесь артефакт — зеркальный щит, то есть отражение действительности. Именно с его помощью герой осознаёт утрату и пытается жить в новой для себя реальности: отправляется на сражение с финальным боссом игры.

### История
В землях Хайрула витает эхо легенды… о мальчике, который после битвы со злом и спасения Хайрула ускользнул из земли, сделавшей его легендой…
Действие Majora’s Mask начинается после окончания предыдущей игры серии Ocarina of Time. Одержав победу над Ганондорфом и вернувшись в старый образ ребёнка, Линк рассказывает принцессе Зельде о судьбе мира Хайрула при владычестве злодея и получает от неё на хранение артефакт Окарину времени. Герой отправляется в тайное путешествие на лошади по имени Эпона на поиски своей вечной спутницы, феи Нави, заблудившись в таинственном лесу. Именно этот лес вывел его в параллельный Хайрулу мир, именуемый Термина.
Мир находится на грани катастрофы: через три дня на него должна упасть луна, которая его навсегда уничтожит, похоронив жителей Термины. Причиной стала колдовская Маска Мудзюры, украденная маленьким чертёнком по имени Скулл Кид (англ. Skull Kid). После прибытия Линка Скулл Кид крадёт у него Окарину времени и лошадь, превращая героя в Деку. Линк возвращает себе Окарину времени и вновь оказывается в том времени, откуда начал своё путешествие, и решает победить Скулл Кида и маску, чтобы спасти мир. В ходе своего путешествия Линк собирает несколько необычных и таинственных масок, что позволяет ему пробудить волшебных лидеров мира, четырёх спящих гигантов, божеств-хранителей мира Термины, населяющий каждый из четырёх его основных регионов и следивших за порядком в нём.
Перед финальной битвой герой посещает четыре храма, выдав маски этим самым гигантам, и получает последнюю маску — маску его самого в детстве времён Ocarina of Time, надевая которую он превращается в подростка и словно забывает всё пережитое им горе, становясь вновь героем, способным решать судьбы мира. Вместо убийства главного босса игры — Скулл Кида — Линк освобождает его из Маски Мудзюры, причины горя Термины, победив которую, он приводит мир к успокоению и принятию. Он заводит нового друга вместо Нави, что символизирует принятие для него самого: не в силах вернуть старого друга, он находит себя в общении с кем-то новым. Линк вновь становится героем и спасает чудесный мир, однако его личное горе никуда не уходит: Нави потеряна для персонажа навсегда.
Основным посылом истории является бескорыстность: хотя именно Линк спасает мир от неминуемой гибели, никто из его жителей не будет знать об этом, ведь главный герой представал перед ними в масках.

## Разработка
Majora’s Mask разрабатывалась в гораздо более сжатые сроки, нежели все предыдущие игры серии The Legend of Zelda. В частности, если между Link’s Awakening и Ocarina of Time прошло пять лет, то между «Окариной времени» и Majora’s Mask — лишь два года. Возглавляли разработку Эйдзи Аонума, Ёсиаки Коидзуми и Сигэру Миямото, причём основную руководящую и продюсерскую роль принял последний. Изначально игра задумывалась не как отдельный проект, а лишь как ремикс Ura Zelda, «Другой Зельды», версии Ocarina of Time для переферийного устройства 64DD. Однако Эйдзи Аонуме эта идея не понравилась, поскольку он хотел сделать отдельную игру. Тогда Миямото поставил перед командой задачу сделать игру на том же игровом движке и с той же графикой за год. Небольшая команда, используя сеты из предыдущей игры серии, закончила Majora’s Mask за 15 месяцев. Из-за жёсткого графика разработки, команда была вынуждена находиться на работе множество обязательных сверхурочных часов, что нашло отражение в сценарии. На разработку оказал существенное влияние коммерческий провал устройства 64DD на территории Японии, из-за чего он так и не был выпущен в других странах.
По словам Эйдзи Аонумы, перед командой стоял серьёзный вопрос не посрамить колоссальный успех предыдущей игры. Коидзуми принял решение сделать игру, в которой пришлось бы ходить по одному и тому же сценарию, но при этом это давало бы совершенно новые ощущения от игры и другой игровой процесс каждый раз. Вместе разработчики сделали трёхдневную систему, чтобы уложиться в небольшом пространстве, но при этом подарить уникальный и глубокий игровой процесс при каждом повторном прохождении уже увиденных локаций. На раннем этапе разработки игрокам давалась неделя, а не три дня, однако в дальнейшем время сократили, поскольку посчитали, что игрокам придётся слишком напрягаться, чтобы запомнить, что же с ними произошло за столь долгий промежуток игры. По словам Айонумы, концепция временной петли была вдохновлена фильмом 1998 года «Беги, Лола, беги». Общую историю придумали Миямото и Коидзуми, а подробный сценарий по ней написал Мицухиро Такано. Сюжетная задумка с падающей луной приснилась Коидзуми во сне. По словам Такаи Имамуры, арт-директора игры, название «Мудзюра» является словослиянием части его фамилии с частью названия одного из его любимых фильмов, «Парка юрского периода». Аонума также говорил, что сеттинг вдохновлён мыслями о том, что игроки в Ocarina of Time достаточно меланхоличны и достаточно повзрослели, чтобы в качестве мотивации для прохождения игры им можно было бы предложить такие эмоции, как грусть и сожаление. Побочный квест игры, ставший её символом, свадьба между персонажами Андзю и Кафэй, был призван подчеркнуть, что даже в мире надвигающегося апокалипсиса может быть место радости. Помимо экономии времени, повторное использование моделей персонажей из Ocarina of Time позволило команде реконтекстуализировать их в более мрачной обстановке.
В мае 1999 года в японском журнале «Фамицу» появилась информация, что Nintendo готовит новую игру для своего периферийного устройства. Играбельная демо-версия была представлена в августе того же года на Nintendo Space World; в ней уже присутствовали маски, центр Клок-тауна, таймер проигрыша и другие элементы финальной игры. В марте следующего года Nintendo анонсировала финальную версию игры и её новое имя: The Legend of Zelda: Majora’s Mask (первоначально её представляли как Zelda Gaiden). На прилавках Японии игра появилась 27 апреля, а в Северной Америке - 26 октября того же года.

## Порты и ремейки
В 2003 году Nintendo опубликовала Majora’s Mask в составе The Legend of Zelda: Collector’s Edition для Nintendo GameCube вместе с тремя другими играми серии и 12-минутным демо The Legend of Zelda: The Wind Waker. Диск с этой версии был включён в многочисленные бандлы для приставки, в том числе в рамках подписки на журнал Nintendo Power. Ещё он был доступен для заказа на официальном сайте компании и через программу лояльности Club Nintendo. Также на GameCube в рамках эмуляции была доступна оригинальная игра вне Collector’s Edition. Версия отличалась более прерывистой частотой кадров и непоследовательным звуком, но более высоким разрешением и поддержкой прогрессивной развёртки. В 2004 выдавалась как бонус за предзаказ The Legend of Zelda: Four Swords Adventures в течение месячной компании.
В 2009 году игра появилась для Wii Virtual Console. В 2012 году она предлагалась месяц для подписчиков Club Nintendo за особые баллы лояльности. Для сервиса Virtual Console приставки WiiU игра стала доступна в 2016 году. В 2022 году игра появилась для Nintendo Switch Online.
Игра также планировалась к выпуску на iQue Player для китайского рынка, однако разработка так и не была завершена.

### The Legend of Zelda: Majora’s Mask 3D
| Сводный рейтинг | Сводный рейтинг |
| Агрегатор       | Оценка          |
| --------------- | --------------- |
| GameRankings    | 90,39 %         |

После релиза ремейка Ocarina of Time директор проекта Эйдзи Аонума заявил, что выход обновлённой версии следующей части также возможен и будет зависеть от финансовых возможностей и интереса аудитории. После этого запустили фанатскую кампанию Operation Moonfall, целью которой было показать наличие такого интереса. Она собрала 16 тысяч подписей за неделю. Руководитель американского подразделения Nintendo Реджи Фис-Эме признал успешными результаты компании, однако заявил, что решение в целом будет основано на финансовых прогнозах специалистов, а не на фанатских петициях и проектах. В то же время и Сигэру Миямото, и Аонума выразили свою заинтересованность в разработке ремейка для 3DS. Разработка ремейка началась в студии Grezzo вскоре после этого заявления. Проект был засекречен. Пока шла разработка, Эйдзи Аонума играл в оригинальную версию игры, выписывая неудачные, по его мнению, моменты, которые следовало бы скорректировать в ремейке игры.
Ремейк официально увидел свет в феврале 2015 года. Как и предыдущий ремейк, игра получила улучшенные текстуры и поддержку стереоскопичной 3D-графики, а также поддержку второго аналогового стика для управления камерой. Вместе с игрой была выпущена специальная система обратной совместимости с 3DS и новая XL модель приставки.
Версия получила широкое признание критиков. На агрегаторе рецензий Metacritic она имеет 89 баллов из 100 возможных. В изданиях Nintendo Life и StopGame.ru игра удостоилась высшей оценки, многие другие же издания поставили оценку от 8 до 9,5 баллов из 10 возможных. По словам Александра Крыкова из российской версии IGN, новая версия и без того необычной игры в изменившихся реалиях игровой индустрии совсем стала «белой вороной», игровой процесс которой по-прежнему прекрасен и способен соперничать с любой игрой современности в том же жанре, а атмосфера непередаваема и всё ещё неповторима.

## Восприятие
| Сводный рейтинг       | Сводный рейтинг |
| Агрегатор             | Оценка          |
| --------------------- | --------------- |
| GameRankings          | 91,95%          |
| Metacritic            | 95 / 100        |
| MobyRank              | 93 / 100        |
| Иноязычные издания    |                 |
| Издание               | Оценка          |
| CVG                   | [ 77 ]          |
| Edge                  | 9 / 10          |
| EGM                   | 10 / 10         |
| Eurogamer             | 10/10           |
| Famitsu               | 37 / 40         |
| GameFan               | без оценки      |
| Game Informer         | 9,75 / 10       |
| GamePro               | 4,5 / 5         |
| GameRevolution        | A-              |
| GameSpot              | 8,3 / 10        |
| GamesRadar+           | без оценки      |
| IGN                   | 9,9 / 10        |
| Jeuxvideo.com         | 19 / 20         |
| Next Generation       | 4 / 5           |
| Nintendo Life         | 9 / 10          |
| Nintendo Power        | 9,4 / 10        |
| Nintendo World Report | 10 / 10         |
| RPGamer               | 7 / 10          |
| RPGFan                | 9,1 / 10        |
| New Haven Register    | [ 94 ]          |
| The Courier Journal   | [ 95 ]          |
| Digitally Downloaded  | 10 / 10         |
| Super Play            | [ 97 ]          |
| St. Petersburg Times  | A+              |
| Mag’64                | 10 / 10         |
| Русскоязычные издания |                 |
| Издание               | Оценка          |
| «Страна игр»          | 9,5 / 10        |

### Оценки
The Legend of Zelda: Majora’s Mask получила всеобщее признание критиков. На агрегаторе рецензий Metacritic у неё 95 баллов из 100, на аналогичном ресурсе GameRankings — 91,95 из 100. Ряд изданий поставили игре высший бал, в частности Computer and Video Games, The Courier Journal, Digitally Downloaded, Electronic Gaming Monthly, Eurogamer, немецкий журнал Mag’64, New Haven Register, Nintendo World Report, St. Petersburg Times и шведская версия журнала Super Play. Рецензент IGN Мирабелла Фран поставила игре 9,9 из 10 возможных баллов, заявив, что Majora’s Mask было бы суждено получить десятку, если бы на той же консоли не существовала уже Ocarina of Time, которая слишком много изменила в игровой индустрии и её понимании, чтобы ставить одинаковую с ней оценку. По мнению Александра Крыкова из российской версии того же сайта, Majora’s Mask является «несколько недооценённым» продолжением культовой игры. В журнале «Страна игр» рецензент Сергей Овчинников поставил игре те же 9,5 баллов из 10, заявив, что Majora’s Mask — лучшее, что можно было бы сделать с серией, выпустив новую игру для той же приставки. В то же время критики газеты St. Petersburg Times Чип и Джонатан Картеры посчитали, что игра превзошла свою предшественницу, назвав её «Унесёнными ветром от игровой индустрии». В 2015 году в Hardcore Gaming 101 игру включили в список лучших в истории, в 2017 году в Polygon поставили на 331 место в топ 500. В 2018 году игра попала на 16 место в списке Power Unlimited, в 2023 — на 69 место в списке журнала GQ, а в 2020 году заняла сразу два первых места — критики онлайн-журнала Slant назвали её лучшей игрой всех времён, а также на первое место Majora’s Mask поставил критик Алекс Перри из издания Mashable. Игра также заняла второе место (после Ocarina of Time) в фанатском голосовании сайта IGN в мае 2011 года на лучшую игру серии The Legend of Zelda. В 2021 году японский телеканал TV Asahi провёл опрос на самую любимую игру всех времён, в котором поучаствовали 50 тысяч японских геймеров. В итоговом списке Majora’s Mask заняла 80 место. При этом на первое место вырвалась самая новая на момент проведения опроса часть серии The Legend of Zelda: Breath of the Wild.
Эта сюрреалистичная игра считается одновременно культовой и спорной из-за акцента на побочных квестах и изнуряющего уровня сложности. Её часто называют «странной». Она появилась в контексте своего, переходного, периода и является самой «депрессивно-пугающей» частью The Legend of Zelda благодаря уникальному миру, находящемуся в «ожидании апокалипсиса», вызывающему постоянное чувство дискомфорта. В игре присутствует необходимость постоянно принимать важные для сюжета и прохождения игры решения. По словам Николь Робинсон из GamesRadar+, самой цепляющей частью игры является количество загадок, что остаётся после её прохождения, что заставляет возвращаться к игре снова и снова после нескольких прохождений в попытке окончательно раскрыть все её тайны.

### Награды
На церемонии Академии интерактивных искусств и наук D.I.C.E. Awards игра удостоилась четырёх номинаций: «Игра года», «Игра года: приставки», «Приключенческая игра года: приставки» и «За выдающиеся достижения в интерактивном дизайне», получив две последние.